# Alle Jahre wieder
Alle Jahre wieder – niemiecka kolęda. Jej tekst napisał w 1837 roku Johann Wilhelm Hey. Za autora melodii uznaje się często Philippa Friedricha Silchera, lecz tak naprawdę jej autorem był Ernst Anschütz, autor m.in. kolędy O Tannenbaum. Odrębne opracowanie melodyczne tekstu stworzył Johann Christian Heinrich Rinck.

## Tekst i melodia
Alle Jahre wieder

kommt das Christuskind

auf die Erde nieder,

wo wir Menschen sind.
Kehrt mit seinem Segen

ein in jedes Haus,

geht auf allen Wegen

mit uns ein und aus.
Ist auch mir zur Seite

still und unerkannt,

dass es treu mich leite

an der lieben Hand.

## Nieoficjalne tłumaczenie polskie
Każdego roku

przybywa dziecię Boże

na ziemię,

gdzie żyjemy my ludzie.
powraca ze swym błogosławieństwem

do każdego domu,

podąża wszystkimi drogami

we wszystkich kierunkach.
jest także u mego boku

chociaż go nie widzę,

wiernie mnie prowadzi

swą łaskawą ręką.